# Swahili (Gesellschaft)

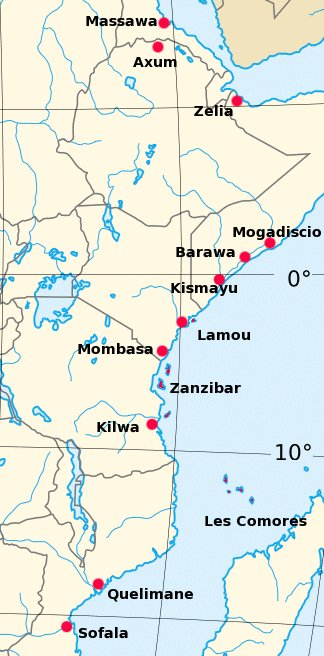
Swahili-Städte in Ostafrika

Als Swahili oder Suaheli bezeichnet man eine kosmopolitische, aus einer Vielzahl von Städten zusammengesetzte Gesellschaft, deren Handelsaktivitäten die gesamte Küste Ostafrikas jahrhundertelang prägten. Der Begriff Swahili leitet sich von dem arabischen Wort sawāḥilī („Küstenbewohner“) ab und wurde erst im 19. Jahrhundert ein Ethnonym.
Neben den autochthonen afrikanischen Bewohnern der Küstenregionen wie beispielsweise den Zaramo bezeichnen sich manche Swahili als einheimische Nachkommen aus dem Persischen Golf eingewanderter Araber seit spätestens dem 19. Jahrhundert als „Araber“ oder „Omani“; die Bezeichnung für eine ursprünglich aus Schiras in Persien stammende Ethnie vor allem in Sansibar ist Schirasi.
Die Swahili-Gesellschaft definiert sich selbst durch den Islam, die Sprache sowie die städtische Kultur der afrikanischen Küstenregion. Es kam jedoch niemals zu einer Staatenbildung. Sie wies durch den Seehandel mit dem Persischen Golf und Indien einen entsprechenden Charakter als Umschlagplatz vor allem für Waren aus dem arabischen Norden und für afrikanische Sklaven und Elfenbein auf. Aufgrund ihrer geographischen Lage am Horn von Afrika und am Indischen Ozean unterhielten die Küstenstädte und ihr Hinterland Beziehungen zu verschiedenen Kulturen wie den Somali, den Indern und den Europäern.

## Seehandel und Beziehungen zu anderen Gesellschaften

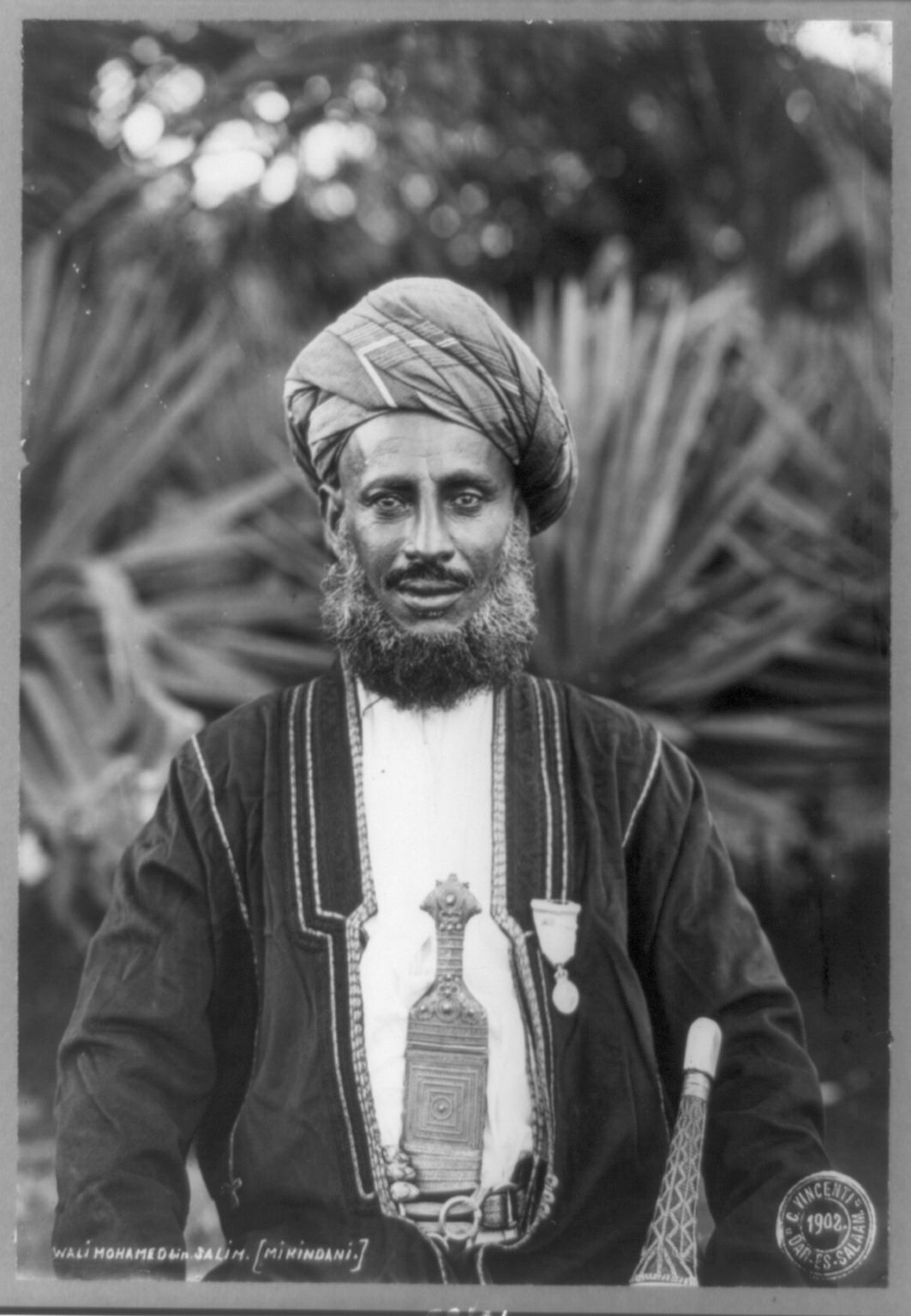
Historisches Portrait des Wali Mohamed bin Salim, eines arabischstämmigen Swahili, Carl Vincenti ca. 1900

Die frühesten Siedlungen der Swahili werden auf 100 v. Chr. bis 400 n. Chr. datiert. Sie lebten als Hirten, Räuber/Piraten oder Landwirte. Sie wussten schon früh, Eisen zu bearbeiten. Die arabische Oberschicht und Angehörige der Swahili nutzten arabische Daus als Handelsschiffe, mit denen sie Wasserstraßen in den Monsunzeiten nutzten, um transkontinentalen Handel zu betreiben. Durch sie gelangten asiatischer Reis, die Kokosnuss, Bananen, Hirse, das Haushuhn und Ziegen nach Ostafrika. Die Existenz der Swahiligesellschaft ist etwa seit dem 1. Jahrtausend durch historische, schriftliche Quellen belegt. Es findet sich beispielsweise eine Erwähnung im Periplus Maris Erythraei als Azanische Küste, einem in Griechisch verfassten navigatorischen Reiseführer für Seefahrer. So gab es Einwanderer in die Swahiligesellschaft zum Beispiel aus Indonesien (via Madagaskar), aus Arabien und Persien. Die Swahili waren auch die erste Gesellschaft in Ostafrika, die kulturelle Kontakte mit Europäern, nämlich den Portugiesen, hatte. Neben den Swahili lebt dort seit über 1000 Jahren auch eine indischstämmige Diaspora, deren Mitglieder sich niemals als Swahili verstanden. Auf der Insel Lamu lebten viele gestrandete Seeleute aus Ländern wie Persien und China.

## Wirtschaft
Der Wohlstand der Swahili gründete auf dem Handel. Sie fungierten einerseits als Zwischenhändler für Waren aus dem afrikanischen Binnenland wie Gold, Schildpatt und Bergkristall, ab dem 18. Jahrhundert ganz besonders für Elfenbein und Sklaven. Andererseits waren sie fest in den internationalen Handel vom Indischen Ozean bis in den Mittelmeerraum hinein eingebunden. Die Impulse aus dem Handel förderten auch die lokale Wirtschaft. So war Mogadischu für die Herstellung von wertvollen Baumwollstoffen berühmt, Schiffswerften entstanden in vielen Städten, Sansibar und Kilwa unterhielten Münzprägestätten. Daneben betrieben die Swahili Gartenbau, Getreideplantagen, Viehhaltung, einige Goldminen und verschiedene Handwerke. Im 19. Jahrhundert wurde Sansibar vor allem durch seine ausgedehnten Nelkenplantagen reich, aber auch als Umschlagplatz für den intensiven Karawanenhandel bis in den Kongo hinein. Die Karawanen, zum Beispiel des „arabischen“ Sklavenhändlers Tippu-Tib wurden wegen ihres Sklavenraubs gefürchtet, so dass Swahili über Jahrhunderte unter indigenen Afrikanern als Sprache der Sklavenhändler galt.

## Städtische Kultur
In ihrer langen Geschichte waren die Städte der Swahili im gesamten Persischen und Indischen Ozean für ihren Reichtum und ihre blühende Kultur bekannt. Mombasa, Lamu, Sansibar-Stadt oder Bagamoyo zeugen noch heute von dieser Vergangenheit. Typisch für Swahilistädte sind die kulturellen Unterschiede in den einzelnen Stadtteilen, was sich zum Beispiel durch spezifische Musikformen und Tanzgruppen äußert.
Der tansanische Lyriker, Autor und Essayist Shaaban Bin Robert, der vor allem in der Stadt Tanga wirkte, gilt als „Poet Laureate des Swahili“. Die Werke des aus Sansibar stammenden Nobelpreisträgers für Literatur Abdulrazak Gurnah, handeln von Menschen und Orten der Swahili-Küste.